# Lyssomanes flagellum
Lyssomanes flagellum är en spindelart som beskrevs av Kraus 1955. Lyssomanes flagellum ingår i släktet Lyssomanes och familjen hoppspindlar. Inga underarter finns listade i Catalogue of Life.